# TaskRabbit
O TaskRabbit é um website e um aplicativo para dispositivos móveis que se propõe a conectar usuários com pessoas que estejam em sua vizinhança. Seus usuários são permitidos de expor pequenos trabalhos ou atividades e solicitar pessoas que executem essas tarefas dentro de sua vizinhança. Foi fundado em 2008 por Leah Busque e já recebeu mais de 37 milhões de dólares em investimentos.

## História
A ideia inicial para o surgimento do TaskRabbit veio à mente de Leah Busque quando ela percebeu que estava sem ração para o seu labrador, Kobe. “Não seria legal se existisse um lugar um online onde eu pudesse me conectar com alguém da minha vizinha, de preferência alguém que já estivesse na loja, que pudesse me ajudar.”, pensou Leah. Inicialmente o projeto recebeu o nome de RunMyErrand e chegou a ficar incubado na aceleradora do Facebook, a fbFund.
Apenas em Abril de 2010 o RunMyErrand mudou o seu nome para TaskRabbit e junto com a mudança de nome veio um novo website com uma série de novas funcionalidades.
Em Julho de 2011, TaskRabbit lançou um aplicativo para iPhone, permitindo aos seus usuários postarem atividades pelo aparelho.
Em Junho de 2014, o TaskRabbit anunciou e iniciou uma completa reformulação do seu modelo de negócios atual. A reformulação trouxe mudanças inclusive físicas, como a obrigação da utilização de uma camiseta do TaskRabbit para identificar o usuário como um executor de uma determinada atividade. Dessa forma, o TaskRabbit passou a atuar como uma agência de empregos temporária, gerando inclusive um aumento no número de impostos arrecadados.

## Regiões de atuação
Atualmente o TaskRabbit atua nos Estados Unidos e apenas em um número restrito de cidades, que estão listadas a seguir:
- Atlanta
- Austin
- Boston
- Chicago
- Dallas
- Denver
- Houston
- Los Angeles e Orange County
- Londres
- Miami
- New York
- Philadelphia
- Phoenix
- San Antonio
- San Diego
- Seattle
- San Francisco
- Washington DC

## TaskRabbit no Brasil
Por ser um sistema que tem sua atuação fortemente vinculada a localização, o TaskRabbit é totalmente focado no território norte-americano. No entanto, o modelo de negócios do TaskRabbit é utilizado como inspiração para projetos brasileiros como a Servz, Servicili e GetNinjas. Segundo Eduardo L'Hotellier, presidente e cofundador do GetNinjas sites como o TaskRabbit assim como o Fiverr serviram com inspiração para o projeto GetNinjas, retirando assim a impressão de que o seu projeto é apenas uma cópia. Daniel Vieira Costa da Servicili, acredita que este tipo de marketplace aquece a economia local, estabelecendo padrões e qualificações na execução de serviços, além de proporcionar aos clientes, uma nova opção na hora de contratar profissionais.